# Дом Золотарёва (Таганрог)
Дом Золотарёва — памятник архитектуры второй половины XIX века в городе Таганроге Ростовской области. Располагается по адресу Итальянский переулок, 20.

## История
Во второй половине XIX века в Таганроге по адресу Итальянский переулок, 20 был построен одноэтажный особняк в стиле эклектики, который за несколько десятилетий поменял целый ряд собственников.
В конце 1860-х годов дом принадлежал наследникам грека Дмитрия Папанагиоти.
С 1873 по 1880 год он значился собственностью жителя Таганрога по фамилии Хаджиев.
В конце 1880-х годов дом купила Елена Чангли-Чайкина, а её родственники владели домом до середины 1890-х.
О следующих владельцах данные разнятся. Одни источники свидетельствуют о том, что после середины 1890-х дом купили наследники купца I гильдии Фёдора Павловича Сифнео. По другим данным, в доме с 1890 по 1898 год проживал Н. Г. Диварис.
В начале XX века владельцем вышеупомянутого дома стал Александр Сергеевич Золотарёв, по фамилии которого особняк и стали называть в Таганроге. Об этом владельце известно немного: он родился в 1869 году, был юристом и общественным деятелем, работал в газете «Таганрогский вестник». В общественной жизни города запомнился как противник постройки музея и библиотеки имени Антона Павловича Чехова.
С 1911 года в здании работала контора модных журналов и манекенов, производился пошив одежды, изготавливались выкройки. Были организованы курсы кройки и шитья.
В 1912 году часть помещения сдавалась в аренду коллежскому асессору Алексею Николаевичу Беклемишеву. В 1915 году стоимость дома была оценена в 12 тысяч рублей.
В 1920-х годах была проведена муниципализация дома. С 1992 года строение охраняется законом и числится памятником архитектуры.

## Описание
Фасад каменного дома украшен лепкой на манер европейской архитектуры того времени. Над входными дверями расположены металлические козырьки. Дом, построен в стиле эклектики, сочетает в себе элементы барокко, классицизма, мавританской и романской архитектуры.

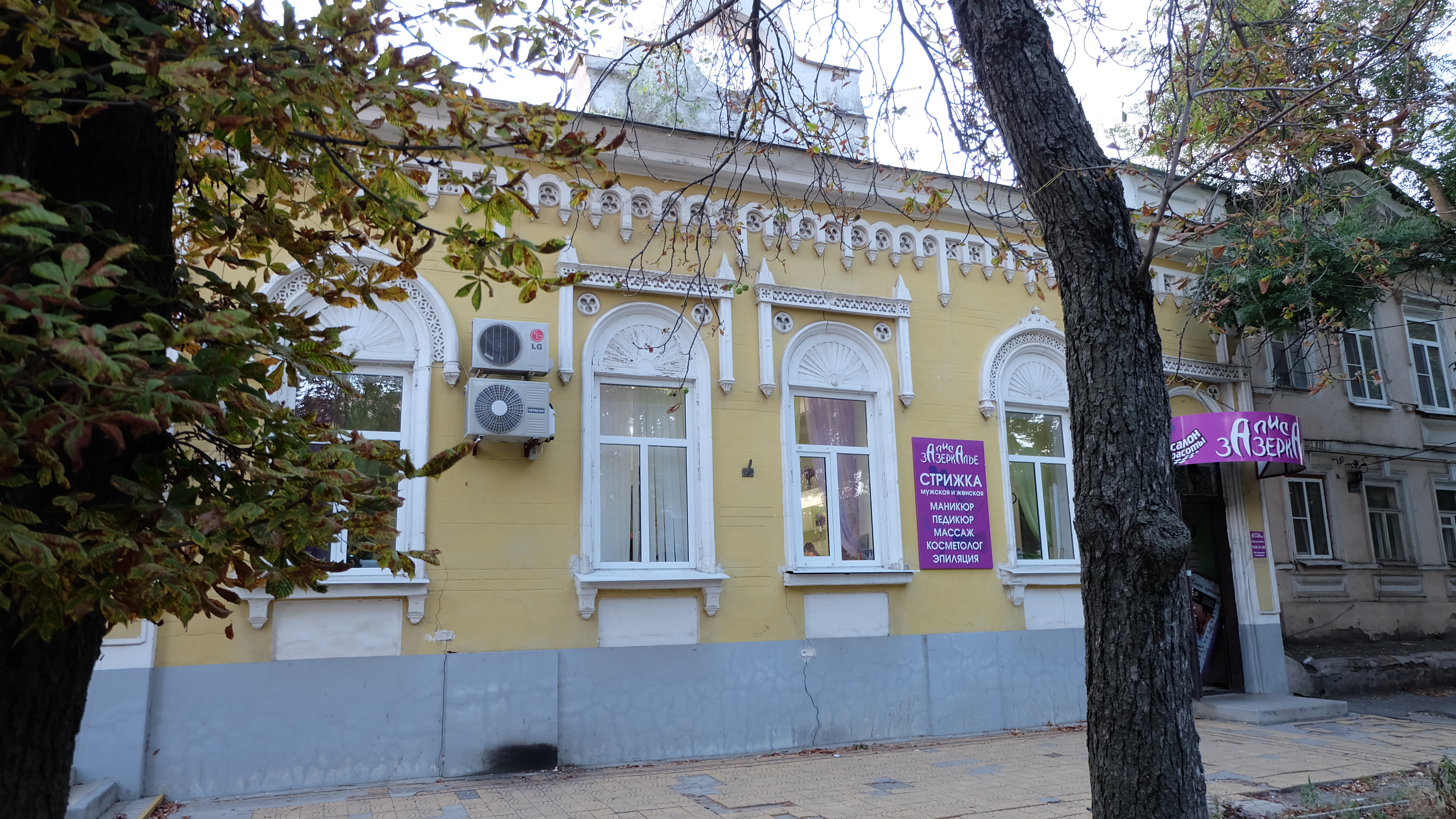
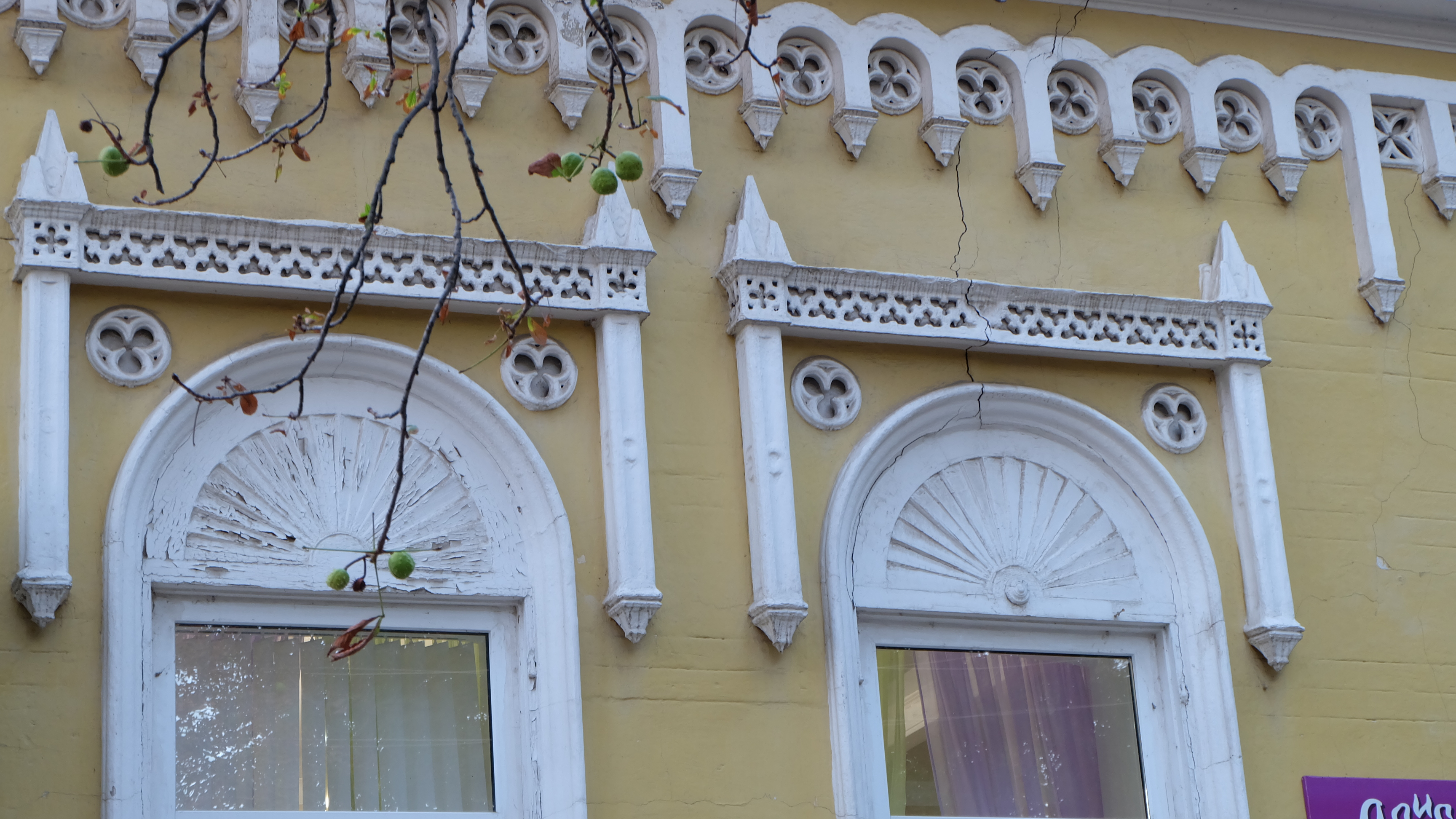
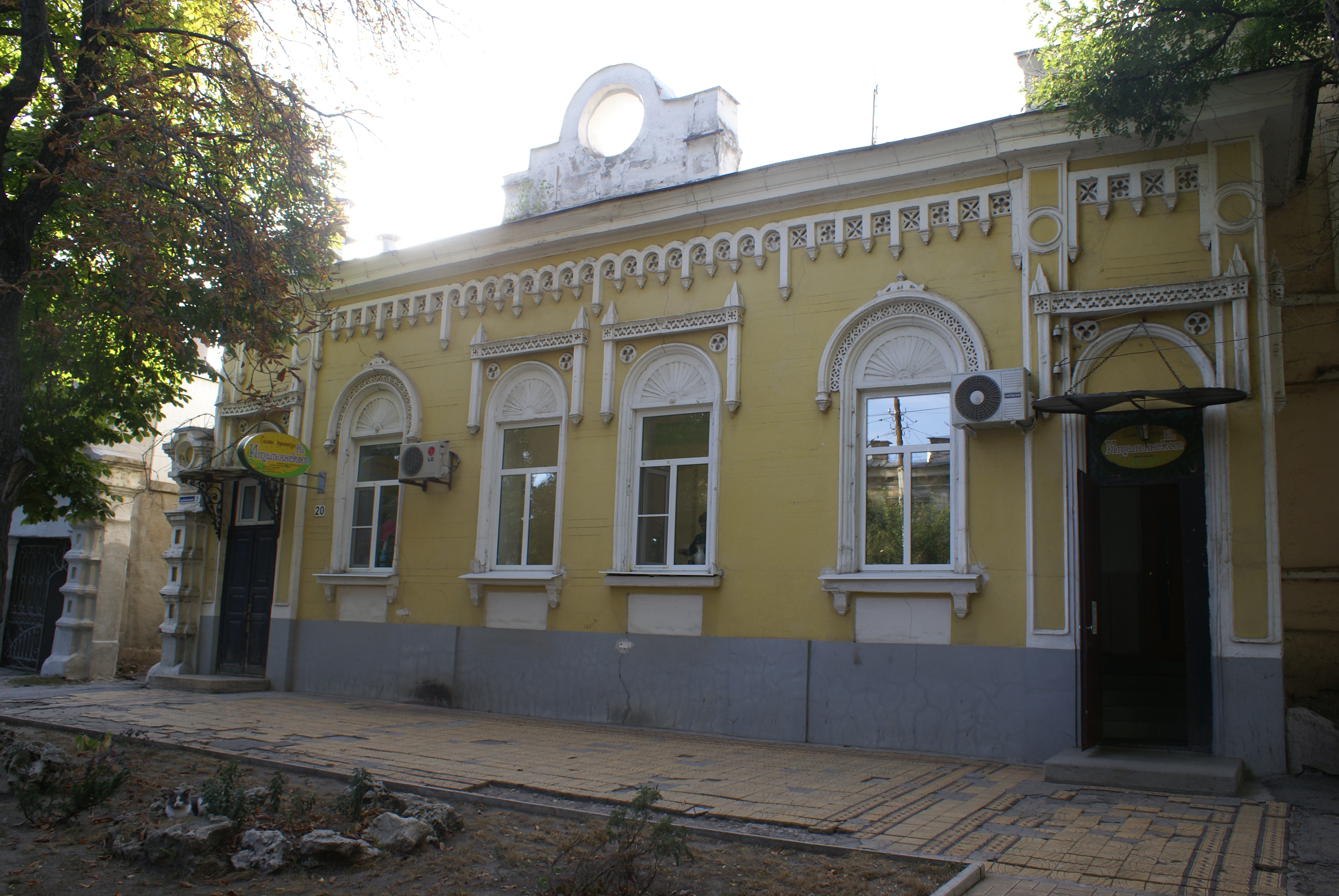